# Christina Högman
Anna Christina Högman, född 18 februari 1956, är en svensk opera- och konsertsångare (sopran).
Högman är utbildad vid Musikhögskolan i Stockholm. Hon debuterade 1985 i Pergolesis Il maestro di musica, på Drottningholmsteatern. Hon har framträtt på många olika scener och i många olika sammanhang; oratorier, opera, romanser och kammarmusik. Efter ett flerårigt engagemang vid Staatsoper i Hamburg har hon gästat scener som Theater Basel, Tiroler Landesteater i Innsbruck, Opéra du Rhin i Strasbourg, Opéra National i Montpellier med flera. Hemma i Sverige har hon kunnat ses i operasammanhang på Drottningholmsteatern och Kungliga Operan i Stockholm, men framför allt på Folkoperan, där hon under de senaste två decennierna har framträtt i ett flertal stora roller.
Bland operarollerna kan nämnas Elisabetta i Don Carlos, Donna Elvira i Don Giovanni, Grevinnan Almaviva i Figaros Bröllop och Despina i Così fan tutte, Wellgunde i Rhenguldet och Sivan i Jeppe av Sven-David Sandström. Hon gjorde titelrollen i Marie Antoinette av Daniel Börtz vid uruppförandet på Folkoperan 1998.
Högman har medverkat vid ett antal skivinspelningar för bolag som exempelvis BIS Records, Harmonia Mundi och Deutsche Grammophon.

## Teater

### Roller
| År   | Roll          | Produktion                                             | Regi            | Teater                               |
| ---- | ------------- | ------------------------------------------------------ | --------------- | ------------------------------------ |
| 2004 |               | Dollys Beauty Shop Thomas Lindahl och Maria Sundqvist  | Judit Benedek   | Folkoperan/ Sörmlands Musik & Teater |
| 2010 | Fru Nordström | Sommarnattens leende Stephen Sondheim och Hugh Wheeler | Tobias Theorell | Stockholms stadsteater               |